# Protium pilosellum
Protium pilosellum är en tvåhjärtbladig växtart som beskrevs av Swart. Protium pilosellum ingår i släktet Protium och familjen Burseraceae. Inga underarter finns listade i Catalogue of Life.